# Baboloki Thebe
Baboloki Thebe, född 18 mars 1997 i Ramonaka, är en botswansk friidrottare som tävlar i kortdistanslöpning.